# Зондирование желудка

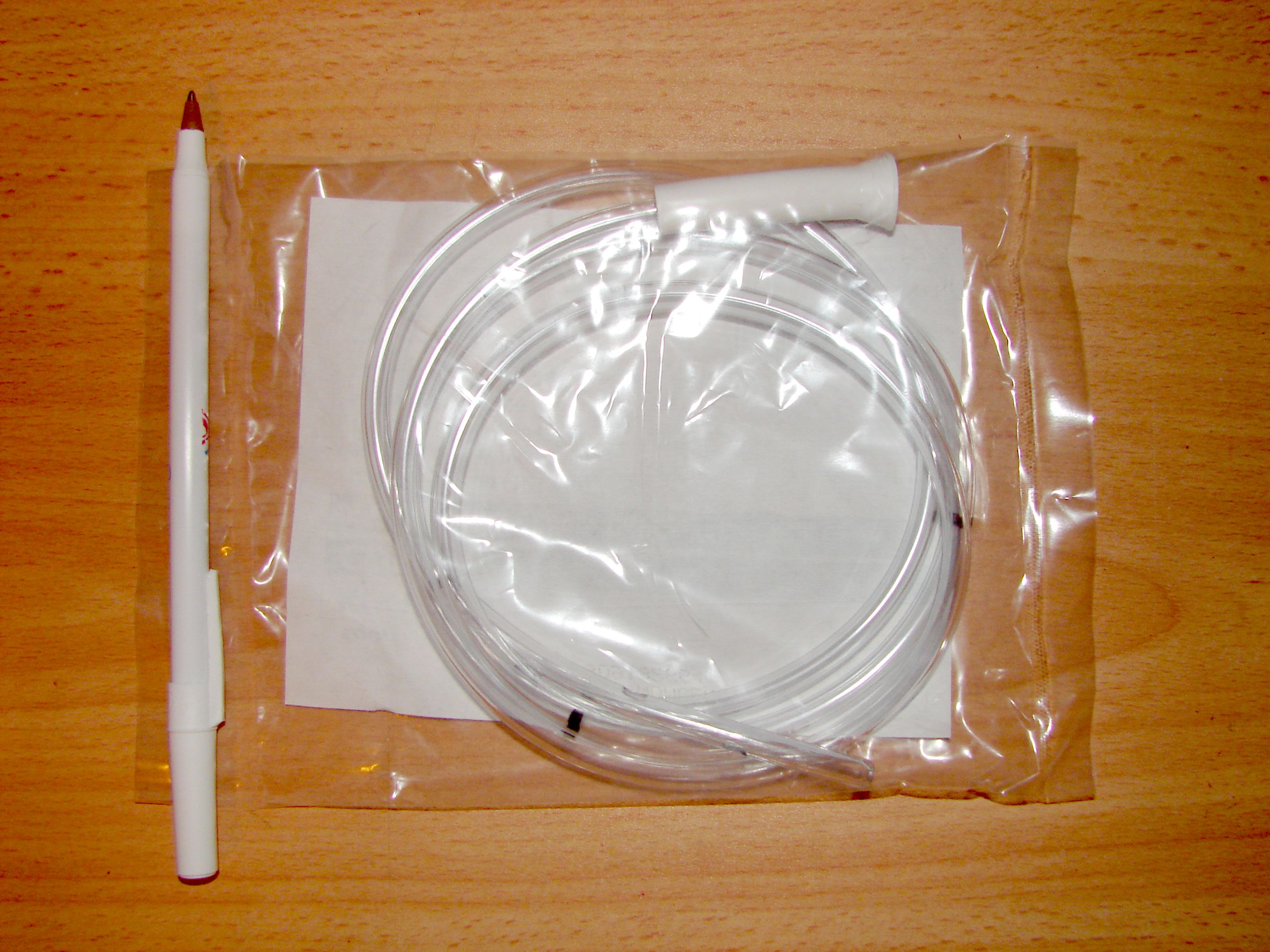
Зонд для аспирации желудочного и дуоденального содержимого (дуоденальный зонд Левина, длина зонда 121 см)

Зонди́рование желу́дка — способ исследования желудка, диагностическая процедура, а также проводится в лечебных целях. Заключается в том, что содержимое желудка и/или  двенадцатиперстной кишки  отсасывается (синоним аспирируется) с помощью зонда и затем исследуется в лаборатории титрационным, или, значительно реже, электрометрическим (с помощью pH-метров) способом.
Сегодня зондирование желудка с целью исследования его секреции в абсолютном большинстве случаев выполняется аспирационно-титрационным методом.

## Из истории зондовых методов исследования желудочного сока
Полые желудочные трубки, предшественники дуоденальных зондов, начали использовать в XVII веке в терапевтических целях. Предположительно, Герман Бургаве (1668—1738) первым предложил применять желудочные трубки для введения антидота пациентам, которые после отравления ядом не могли проглотить его самостоятельно.
Выдающийся немецкий клиницист Адольф Куссмауль (1822—1902) в 1869 году первым применил полую резиновую трубку для аспирации желудочного содержимого в целях диагностики заболеваний желудка. 
Будущий известный гастроэнтеролог, профессор Вильгельм фон Лейбе (1842—1922), в то время ассистент Адольфа Куссмауля, развил идею Куссмауля в отношении использования резиновых зондов для аспирации (извлечения) желудочного и дуоденального содержимого с диагностическими целями и ввёл в клиническую практику процедуру интубации (введения зонда в желудок) (1871). Заслугой Лейбе является то, что он разработал и начал активно применять для исследования заболеваний желудка процедуру на основе предложенного им пробного завтрака.
Наибольший вклад в развитие метода одномоментного зондирования желудка внесли немецкие гастроэнтерологи Карл Эвальд (1845—1915) и Исмар Боас (1858—1938).
Макс Эйнхорн (1862—1953) в 1910 году изобрёл тонкий желудочный (дуоденальный)[уточнить] зонд, после чего среди американских исследователей (см., например, работы Макклендона) аспирационный зонд стал называться Einhorn duodenal tube.

## Одномоментное зондирование
Одномоме́нтное зонди́рование — медицинская процедура, исторически первый вариант процедуры зондирования желудка, при котором содержимое желудка (или двенадцатиперстной кишки) аспирируется единократно, обычно толстым желудочным зондом, представляющим собой резиновую трубку длиной 80—100 см, диаметром 10—13 мм, с двумя отверстиями на закругленном конце. Наиболее известна методика одномоментного зондирования по Боасу-Эвальду. В настоящее время одномоментное зондирование имеет только исторический интерес и в практической медицине не применяется из-за малой информативности.

## Фракционное зондирование
Фракцио́нное зонди́рование — процедура зондирования желудка, при которой аспирируется не одна, как при одномоментном зондировании, фракция, а несколько. Фракционное зондирование проводится обычно тонким зондом, представляющим собой тонкую трубку длиной 110—150 см, с диаметром внутреннего сечения 2—3 мм, с закругленным дистальным концом с двумя отверстиями на нем. Цель фракционного зондирования —
получение желудочного содержимого на различных этапах секреторной деятельности желудка. На наружный конец зонда надевают шприц, через который периодически отсасывают содержимое желудка. Существуют различные схемы фракционного зондирования. В общем процедура фракционного зондирования предполагает следующие этапы: сразу после введения зонда отсасывают содержимое желудка (тощаковая секреция), затем каждые 15 минут в течение часа (базальная секреция), после чего вводят стимулятор, и исследование желудочной секреции продолжают еще в течение одного-двух часов (стимулированная секреция).

### Оценка кислотообразующей функции желудка
Все порции желудочного содержимого доставляются в лабораторию сразу после зондирования. Метод фракционного зондирования желудочного сока позволяет последовательно изучить базальную и стимулированную секрецию с расчетом объема желудочного сока, полной, свободной и связанной кислоты, дебита соляной кислоты и содержания пепсина.
Полная кислотопродукция определяется интенсивностью выделения желудочного сока, с учётом процессов нейтрализации кислоты ионами гидрокарбонатов, секретируемых поверхностными клетками слизистой оболочки желудка, а также и забрасываемых в желудок из двенадцатиперстной кишки  дуоденогастральными рефлюксами.

## Стимуляторы секреции
Для повышения информативности исследования желудочной кислотности важен анализ реакции желудочно-кишечного тракта на различные стимуляторы. Различают энтеральные и парентеральные. В качестве энтеральных стимуляторов применяли некоторые фиксированный набор пищевых продуктов, называемых «пробными завтраками» (англ. test meals).

### Пробные завтраки
Пробный завтрак выполняет роль естественного раздражителя. Он должен быть физиологичным, а получаемый с его помощью желудочный сок — чистым. На сегодня разработано более 100 различных пробных завтраков, однако практическое применение нашли только некоторые из них. Из истории гастроэнтерологии XIX века наиболее известны: пробный завтрак Боаса-Эвальда (1885), пробный завтрак Лейбе. 
В 1922 году С.С. Зимницкий предложил в качестве раздражителя мясной бульон: готовят две порции по 200 мл теплого бульона из бульонного кубика или одного килограмма тощего мяса, сваренного в 2 л воды. В течение первого часа после приёма первой порции бульона, каждые 15 минут производится откачивание желудочного сока по 10-15 мл. В конце часа удаляют остаток бульона и дают вторые 200 мл бульона.
М.К. Петрова и С.М. Рысс в 1930 году предложили использовать 7 % капустный отвар: 20 г сухой капусты кипятят в 0,5 л воды до объема 300 мл, охлаждают до 32-33°С,  процеживают и вводят в желудок пациента. После этого откачивают всё содержимое желудка, затем вводят 300 мл капустного сока. Через 10 минут удаляют часть, а через 25 минут от начала введения завтрака всё содержимое желудка, после этого каждые 15 минут аспирируют содержимое желудка полностью, до того, как дважды подряд откачивание не даёт результата. Недостатком метода являются невыясненный механизм действия капустного сока и технические трудности его приготовления.
Можно отметить также завтраки: Лепорского (200 мл капустного сока из 2 кг свежей капусты), Михайлова (200 мл теплого пива), Эрманна (300 мл 5% раствора этилового спирта), Лобасова и Гордеева (мясной бульон, бифштекс), Катча и Калька (0,2 г кофеина в 300 мл воды).
В настоящее время пробные завтраки в качестве стимуляторов практически не применяют. Это связано с тем, что они не дают воспроизводимых результатов, как у здоровых, так и больных людей, стимулируют
опорожнение желудка в двенадцатиперстную кишку, что снижает содержание секрета в желудке.

### Парентеральные стимуляторы
В качестве парентеральных (вводимых с помощью инъекций) стимуляторов наиболее распространены гистамин, пентагастрин и инсулин.
Наибольшее распространение в качестве стимулятора получил гистамин — естественный стимулятор главных клеток слизистой оболочки желудка. 
Субмаксимальная проба по Ламблену (фр. Lambling A. P. N.) (1952). Вводится солянокислый или фосфорнокислый гистамин из расчёта 0,1 мг на 10 кг веса пациента и в течение двух часов каждые 15 минут полностью откачивается желудочный сок.
Максимальная гистаминовая проба по Кау (1953). В течение 45 минут исследуют базальную секрецию, затем вводят антигистаминовый препарат и в течение получаса  собирают желудочный сок. Затем  парентерально вводится гистамин из расчёта 0,4 мг на 10 кг веса пациента (по данным Кау такая доза обеспечивает максимальную стимуляцию париетальных клеток слизистой желудка) и затем ещё 45 минут откачивают желудочный сок.
Наиболее физиологичным и безопасным парентеральным стимулятором является пентагастрин — синтетический аналог гастрина. Применяется в виде 0,025 % раствора. Вводится подкожно из расчета 0,006 мг на 1 кг веса пациента. После введения пентагастрина секреция усиливается через 5 — 10 минут, достигает максимума через 15 — 30 минут и продолжается в течение часа и более. Исследование желудочного сока проводят обычно через каждые 15 минут в течение часа и более.
Инсулин является мощным стимулятором главных и, в меньшей степени, париетальных клеток слизистой желудка. Он вводится внутривенно из расчёта 2 ед. на 10 кг веса пациента. Действует инсулин быстро и длительно (до 2 часов). Однако использование его в клинической практике затруднено из-за выраженного сахароснижающего эффекта. Данный способ стимуляции используют главным образом в хирургической практике для контроля полноты ваготомии и в последнее время применяется редко из-за того, что одинаковые дозы инсулина могут вызвать гипогликемию различной степени и невозможности обосновать наиболее эффективную дозу инсулина.

### Противопоказания к использованию парентеральных стимуляторов
Противопоказания к использованию гистамина и инсулина:
- тяжёлые формы сердечной и легочной недостаточности;
- тяжёлые формы гипертонической болезни;
- почечная недостаточность;
- печеночная недостаточность;
- тяжёлые формы сахарного диабета;
- тяжёлые формы аллергических реакций в анамнезе.

Противопоказания к использованию пентагастрина:
- недостаточность кровообращения II–III стадии;
- нарушения сердечного ритма;
- выраженная гипотензия.